# Schweizer Meisterschaften im Skispringen 2006
Die Schweizer Meisterschaften im Skispringen 2006 wurden am 8. und 9. Juli 2006 in Einsiedeln ausgetragen.

## Ergebnisse Männer

### Junioren
Der Juniorenwettkampf fand am 8. Juli statt. 41 Springer nahmen daran teil, darunter auch erstmals drei Frauen. Gewinner waren Rémi Français vor Marco Grigoli und Tommy Schmid. Der Wettkampf fand jedoch nicht auf der K 105, sondern auf der K 70 statt.
| Platz | Sportler               | Weite 1 | Weite 2 | Punkte |
| ----- | ---------------------- | ------- | ------- | ------ |
| 1     | Rémi Français          | 73.5 m  | 74.0 m  | 245.0  |
| 2     | Marco Grigoli          | 68.0 m  | 71.0 m  | 220.8  |
| 3     | Tommy Schmid           | 69.5 m  | 68.5 m  | 216.1  |
| 4     | Adrian Schuler         | 69.0 m  | 66.5 m  | 214.6  |
| 5     | Lars Grossen           | 69.0 m  | 67.5 m  | 214.3  |
| 6     | Pascal Egloff          | 65.0 m  | 70.0 m  | 209.5  |
| 7     | Vital Anken            | 64.5 m  | 66.5 m  | 204.2  |
| 8     | Sven Rauber            | 65.0 m  | 68.0 m  | 203.6  |
| 9     | Salome Fuchs           | 70.0 m  | 70.5 m  | 203.1  |
| 10    | Joel Bieri             | 65.5 m  | 65.5 m  | 202.2  |
| 11    | Sébastien Cala         | 63.5 m  | 66.5 m  | 198.0  |
| 12    | Christian Erichsen     | 64.0 m  | 62.5 m  | 190.3  |
| 13    | Walter Künzle          | 61.0 m  | 62.5 m  | 181.7  |
| 14    | Guillaume Berney       | 61.5 m  | 60.5 m  | 180.4  |
| 15    | Adrian Künzi           | 58.5 m  | 62.0 m  | 174.1  |
| 16    | Yannick Schatt         | 58.5 m  | 61.0 m  | 170.9  |
| 17    | Ivo Hess               | 56.5 m  | 61.5 m  | 166.6  |
| 18    | Sascha Dürr            | 57.0 m  | 60.0 m  | 164.9  |
| 19    | Gregor Deschwanden     | 56.0 m  | 57.5 m  | 158.7  |
| 20    | Luca Scheurer          | 53.0 m  | 59.0 m  | 153.9  |
| 21    | Tobias Fässler         | 51.0 m  | 59.5 m  | 152.1  |
| 22    | Philippe Brand         | 55.0 m  | 57.0 m  | 151.4  |
| 23    | Dominik Furrer         | 63.0 m  | 57.0 m  | 149.0  |
| 24    | Bigna Windmüller       | 56.0 m  | 52.0 m  | 143.1  |
| 25    | Michael Gübeli         | 50.5 m  | 58.5 m  | 142.8  |
| 26    | Sabrina Windmüller     | 51.0 m  | 53.5 m  | 130.9  |
| 27    | Jermo Ribbers († 2008) | 47.5 m  | 53.0 m  | 127.1  |
| 28    | Michi Zumbach          | 48.0 m  | 52.5 m  | 125.6  |
| 29    | Samuel Wiget           | 50.5 m  | 53.5 m  | 124.3  |
| 30    | David Brügger          | 49.0 m  | 51.0 m  | 115.0  |
| 31    | Patrick Koller         | 46.5 m  | 49.5 m  | 114.2  |
| 32    | Pascal Sommer          | 47.0 m  | 48.0 m  | 113.0  |
| 33    | Yann Dubois            | 48.0 m  | 46.0 m  | 106.8  |
| 34    | Philipp Weber          | 47.0 m  | 49.0 m  | 106.2  |
| 35    | Fabian Mächler         | 46.0 m  | 48.5 m  | 104.4  |
| 36    | Andreas Schuler        | 44.5 m  | 45.0 m  | 97.9   |
| 37    | Pascal Karrer          | 40.0 m  | 41.0 m  | 77.2   |
| 38    | Remo Eggenberger       | 39.0 m  | 45.5 m  | 76.4   |
| 39    | Tobias Zimmermann      | 39.5 m  | 41.0 m  | 69.6   |
| 40    | Jannick Kaufmann       | 40.0 m  | 41.0 m  | 66.2   |
| 41    | Raphael Heimgartner    | 30.0 m  | 35.0 m  | 29.5   |

### Einzel
Am 8. Juli wurde der Wettbewerb im Einzel ausgetragen. Dabei nahmen 31 Springer teil.
| Platz | Sportler          | Weite 1 | Weite 2 | Punkte |
| ----- | ----------------- | ------- | ------- | ------ |
| 1     | Andreas Küttel    | 107.5 m | 111.0 m | 248.3  |
| 2     | Simon Ammann      | 108.5 m | 111.0 m | 236.1  |
| 3     | Michael Möllinger | 106.5 m | 110.0 m | 218.7  |
| 4     | Antoine Guignard  | 101.5 m | 105.0 m | 216.2  |
| 5     | Marco Steinauer   | 102.5 m | 101.5 m | 215.7  |
| 6     | Rémi Français     | 100.0 m | 104.0 m | 215.2  |
| 7     | Ivan Rieder       | 100.5 m | 104.5 m | 211.5  |
| 8     | Ronny Heer        | 101.0 m | 101.0 m | 210.1  |
| 9     | Sandro Steiner    | 95.5 m  | 96.5 m  | 189.6  |
| 10    | Seppi Hurschler   | 94.0 m  | 97.5 m  | 188.7  |
| 11    | Marco Grigoli     | 96.0 m  | 95.0 m  | 187.3  |
| 12    | Lucas Vonlanthen  | 93.5 m  | 97.5 m  | 186.3  |
| 12    | Tommy Schmid      | 95.0 m  | 96.0 m  | 186.3  |
| 14    | Michi Hollenstein | 94.0 m  | 95.0 m  | 182.2  |
| 15    | Tim Hug           | 91.5 m  | 96.5 m  | 180.4  |
| 16    | Marc Vogel        | 94.0 m  | 93.5 m  | 179.0  |
| 17    | Pascal Egloff     | 90.5 m  | 92.0 m  | 168.0  |
| 18    | Andy Hartmann     | 83.5 m  | 89.0 m  | 150.5  |
| 19    | Adrian Schuler    | 85.0 m  | 87.5 m  | 149.5  |
| 20    | Lars Grossen      | 83.5 m  | 91.0 m  | 147.1  |
| 21    | Joel Bieri        | 83.5 m  | 87.5 m  | 146.3  |
| 22    | Rico Parpan       | 83.0 m  | 85.5 m  | 141.3  |
| 23    | Michael Ochsner   | 85.0 m  | 82.5 m  | 139.0  |
| 24    | Felix Kläsi       | 85.0 m  | 85.0 m  | 138.0  |
| 25    | Bruno Reuteler    | 81.0 m  | 85.0 m  | 136.8  |
| 26    | Sven Rauber       | 84.0 m  | 80.0 m  | 130.2  |
| 27    | Fabian Gerber     | 81.0 m  | 80.5 m  | 128.2  |
| 28    | Vital Anken       | 78.0 m  | 83.5 m  | 127.2  |
| 29    | Philipp Gerber    | 78.0 m  | 78.0 m  | 116.8  |
| 30    | Marco Gerber      | 77.5 m  | 76.5 m  | 107.7  |
| 31    | Erich Herrmann    | 72.0 m  | 77.5 m  | 104.1  |

### Team
Der Teamwettbewerb fand am 9. Juli 2006 statt. Der Zürcher Skiverband 1 konnte seinen Titel verteidigen, zweiter wurde erneut der Ostschweizer Skiverband 1, Platz 3 ging an den Zentralschweizer Schneesport Verband 1.
| Platz | Team                                                                                       | Punkte |
| ----- | ------------------------------------------------------------------------------------------ | ------ |
| 1     | Zürcher Skiverband 1Marc Vogel Marco Steinauer Michael Möllinger Andreas Küttel            | 907.1  |
| 2     | Ostschweizer SkiverbandPascal Egloff Lucas Vonlanthen Sandro Steiner Simon Ammann          | 872.0  |
| 3     | Zentralschweizer Schneesport Verband Ivo Hess Andreas Hurschler Seppi Hurschler Ronny Heer | 812.4  |
| 4     | Ski RomandVital Anken Sébastien Cala Antoine Guignard Rémi Français                        | 774.7  |
| 5     | Zürcher Skiverband 2Felix Kläsi Adrian Schuler Michi Hollenstein Tommy Schmid              | 774.0  |
| 6     | Bündner SkiverbandRico Parpan Andy Hartmann Erich Herrmann Marco Grigoli                   | 683.5  |
| 7     | Berner Oberländischer SkiverbandDavid Brügger Joel Bieri Lars Grossen Ivan Rieder          | 671.5  |
| 8     | Zürcher Skiverband 3Fabian Gerber Marco Gerber Michael Ochsner Bruno Reuteler              | 630.5  |
| 9     | Zürcher Skiverband 4Luca Scheurer Yannick Schatt Sascha Dürr Salome Fuchs                  | 531.8  |

## Ergebnisse Frauen

### Einzel
Der Einzelwettkampf fand am 8. Juli im Rahmen des Juniorenwettkampfes statt. Es war das erste Mal, das es bei Schweizer Meisterschaften im Skispringen einen Wettbewerb für Frauen gab. Am Wettkampf nahmen drei Springerinnen teil. Schweizer Meisterin wurde Salome Fuchs. Der Wettkampf fand jedoch nicht auf der K 105, sondern auf der K 70 statt.
| Platz | Sportler           | Weite 1 | Weite 2 | Punkte |
| ----- | ------------------ | ------- | ------- | ------ |
| 1     | Salome Fuchs       | 70.0 m  | 70.5 m  | 203.1  |
| 2     | Bigna Windmüller   | 56.0 m  | 52.0 m  | 143.1  |
| 3     | Sabrina Windmüller | 51.0 m  | 53.5 m  | 130.9  |